# Cryptocnemus vincentianus
Cryptocnemus vincentianus is een krabbensoort uit de familie van de Leucosiidae. De wetenschappelijke naam van de soort is voor het eerst geldig gepubliceerd in 1927 door Hale.